# Viso

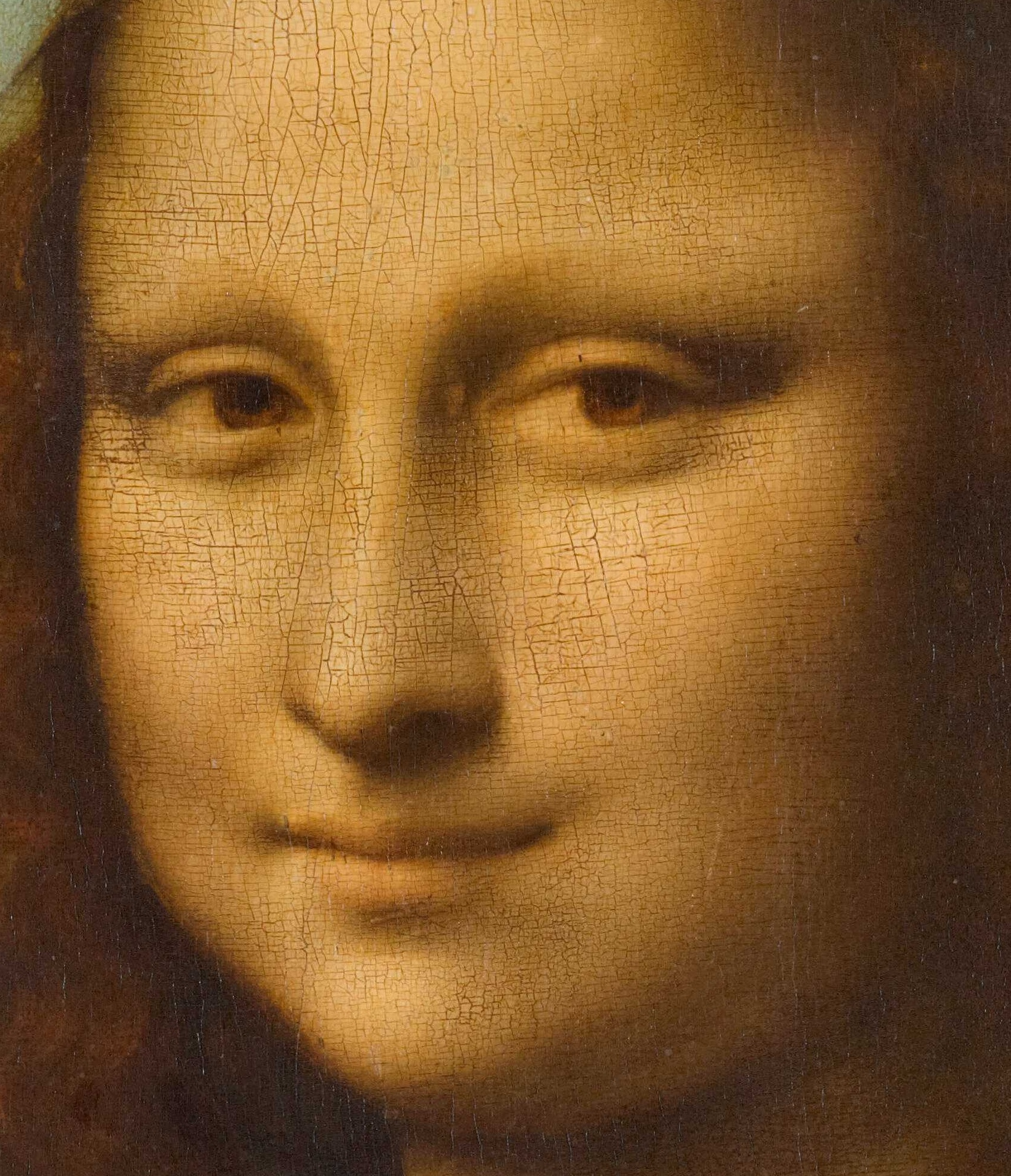
Viso della Monna Lisa di Leonardo da Vinci, volto a tre quarti (Museo del Louvre, Parigi)

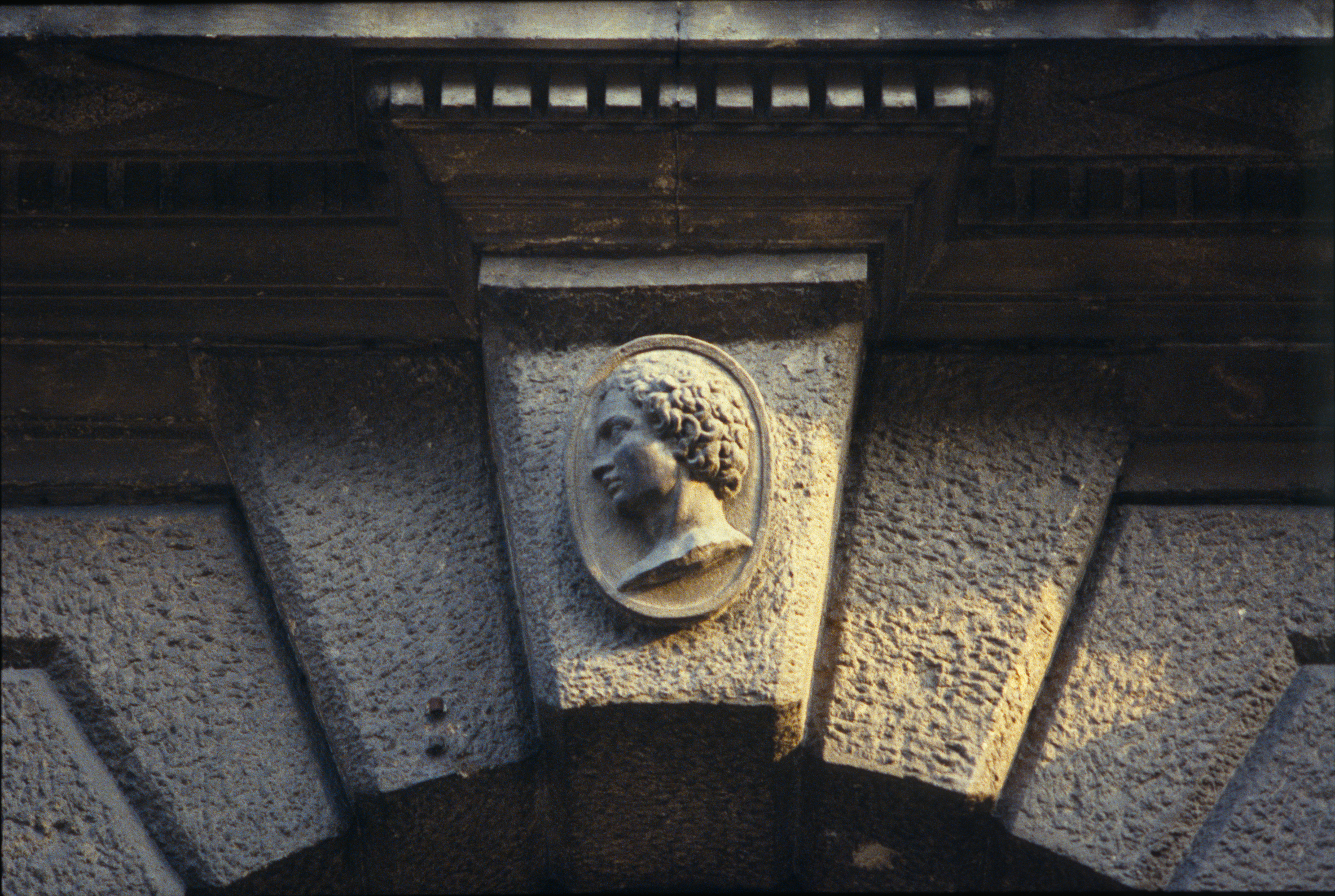
Volto di profilo, chiave di volta del portone a bugnato rustico di Palazzo Giardino Giusti, Verona

Il viso o faccia o volto è la parte anteriore della testa, che negli umani parte dalla fronte e arriva al mento e include le sopracciglia, gli occhi, il naso, le guance, la bocca, le labbra, i denti e la pelle. Il viso è il mezzo attraverso il quale si esprimono le espressioni facciali, apparenza e identità, nonché fonte di attrazione.

## Mezzo di riconoscimento
Il viso è considerato la caratteristica peculiare di ogni persona, che ne permette il riconoscimento; la sua rappresentazione è infatti usata nei documenti di identità ed è, nel caso di personalità famose o eroiche, il primo elemento di distinzione. Anche nelle caricature il viso di una persona è l'elemento che più si presta a esagerazioni emblematiche di un determinato carattere.

## Antropologia fisica

### Punti metrici

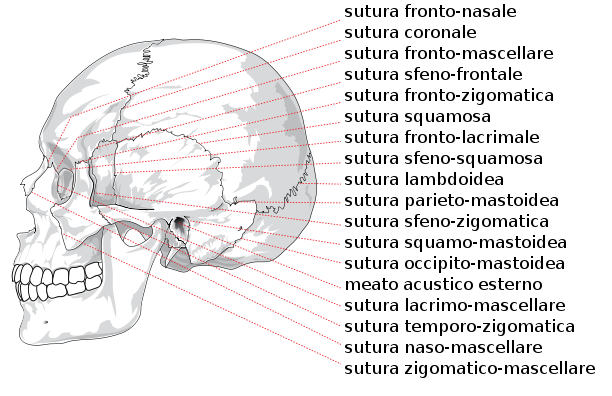

I punti metrici servono per le misurazioni delle parti anatomiche sia sui viventi sia sugli scheletri. I punti metrici si dividono in punti pari e punti dispari.
I punti principali sono:
- Punti impari
  - Gnation o punto del mento, definito come punto inferiore della sinfisi mentoniera.
  - Pogonion o punto anteriore del mento o sinfisi mentoniera o volgarmente denominata protuberanza mentale.
  - Infradentale o punto estremo superiore della mandibola detta sinfisi mandibolare.
  - Prosthion o estremo inferiore della sutura incisiva.
  - Acantion o base del naso o della spina nasale, comunemente detta sotto-nasale.
- Punti pari
  - Zighion o punto più estremo o laterale dell'arcata zigomatica.
  - Orbitale o punto più basso esterno del margine orbitario inferiore.
  - Dacrion o punto di incontro centrale tra l'osso lacrimare e frontale.
  - Maxillo-frontale è il punto di incontro tra la sutura delle ossa frontali (Maxillo frontale) e il margine esterno delle orbite.
  - Ectoconchion o punto più esterno del margine orbitario anteriore.
  - Gnonion o punto più esterno dell'angolo della mandibola.

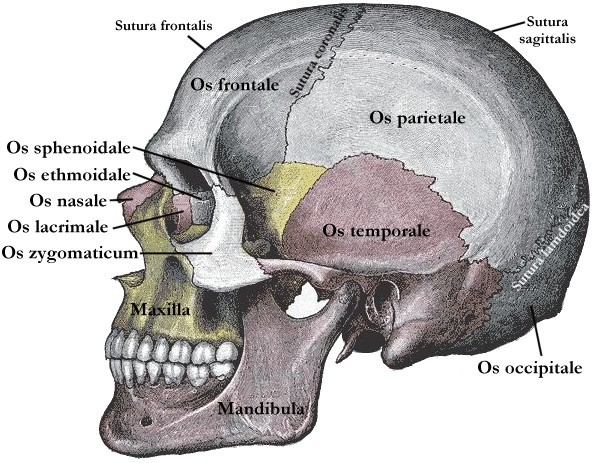

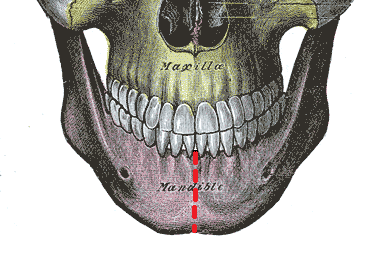

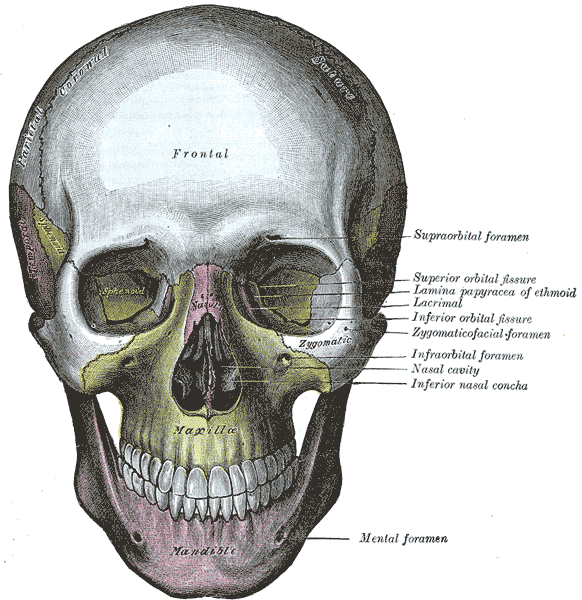

### Diametri facciali
I diametri facciali sono misurazioni che aiutano a denotare le differenze e i caratteri fisici delle specie umane. Sono utilizzati sia in mancanza della mandibola denominata "faccia superiore", soprattutto in archeologia e paleontologa umana, sia in presenza di un cranio completo, si possono definire in:
1. Altezza facciale superiore, che comprende la misurazione da nasion a prosthion.
2. Altezza facciale totale o cosiddetta morfologica, che comprende la misurazione da nasion a gnation.
3. Larghezza bizigomatica o da zigoma sinistra a zigomo destro, da zighion a zighion.
4. Larghezza bigoniaca per la determoinazione della larghezza della mandibola, da gonion a gonion.
5. Larghezza della faccia da basion a prosthion.

### Indici facciali
Gli indici facciali determinano l'appartenenza alle razze e varietà umane. Si possono distinguere in indice facciale superiore quando il rapporto dell'altezza superiore della faccia è in relazione con la sua larghezza e indice facciale totale quando l'altezza totale è in rapporto con la sua larghezza.
Si possono avere tre indici di riferimento:
|               | Indice totale |         | Indice superiore |         |
| ------------- | ------------- | ------- | ---------------- | ------- |
| Facce larghe  | Euriprosopi   | x - 85  | Eurieni          | x - 50  |
| Facce medie   | Mesoprosopi   | 85 - 90 | Meseni           | 50 - 55 |
| Facce strette | Leptoprosopi  | 90 - x  | Lepteni          | 55 - x  |

#### Cameprosopia
Indica il volto di un cranio umano (gr. prosopo) con un rapporto d'indice facciale morfologico di valore basso (in greco kama), pertanto una faccia larga; si usa anche dire euriprosopia, dal greco euros prosopos= faccia ampia. Un volto umano ancora più largo è detta ipereuriprosopia.

#### Leptoprosopia
Indica il volto di un cranio umano (gr. prosopo) con un rapporto d'indice facciale morfologico di valore alto, pertanto una faccia allungata (gr. lepto).

#### Mesoprosopia
Indica il volto di un cranio umano (gr. prosopo) con un rapporto d'indice facciale morfologico di valore medio (meso), pertanto una forma della faccia nella norma, né lunga né larga.

## Anatomia

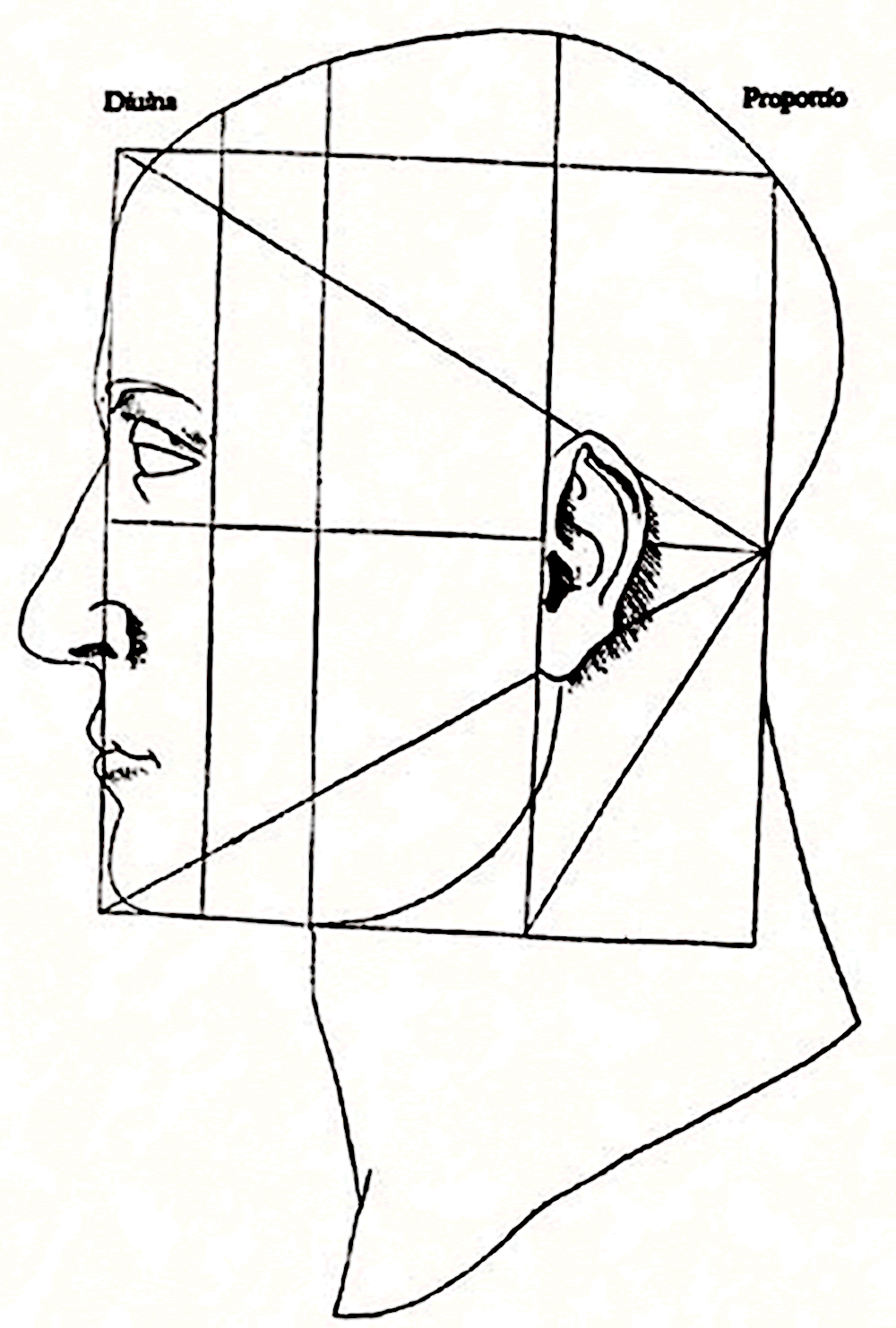
Particolare della Divina Proportione di Luca Pacioli (1509), che rappresenta la struttura del viso con una rappresentazione della Sezione aurea

Sulla parte anteriore del pezzo di faccia, una linea tracciata dall'incavo sopraorbitale, tra i denti bicuspidi, fino alla parte laterale del mento taglierà l'uscita della seconda divisione del quinto nervo dal forame infraorbitale, un quarto di pollice sotto il margine infraorbitale, e taglierà anche l'uscita della terza divisione del quinto nervo al forame mentale, posto a mezza strada tra i margini superiore ed inferiore del corpo della mascella. In pratica si troverà che l'angolo della bocca a riposo corrisponde di solito all'intervallo tra i denti bicuspidi.
L'Anatomia della faccia è presente nelle descrizioni Vitruviane del corpo, o con il Rapporto Aureo. 

### Occhi
La pelle delle palpebre è molto sottile ed è separata dagli articoli tarsali fibrosi, sottostanti, dal muscolo "orbicularis palpebrarum". Sulle palpebre, si vede la delicata membrana congiuntivale, tra questo e gli articoli tarsali giacciono le ghiandole meibomiane, che possono essere viste fievolmente come strisce giallastre. Dalle estremità libere delle palpebre vengono le ciglia, in mezzo alle quali si aprono molte larghe ghiandole traspiratrici. Internamente, le due palpebre formano una piccola rientranza chiamata "canthus interna", occupata da una piccola, rossa eminenza, la "caruncula lachrymalis", appena esterna a quella piccola e verticale piega di congiuntiva (che si può spesso vedere), chiamata "plica semilunaris", rappresentante la terza palpebra degli uccelli e molti mammiferi. Tirando delicatamente verso il basso la palpebra inferiore la macchiolina inferiore può essere vista chiusa per la caruncula; questa è l'apertura a foro di spillo nell'inferiore dei due canaliculi che porta via le lacrime fino alla sacca lacrimale e al dotto.

### Mascella
Sul fianco della faccia l'arteria facciale può essere sentita pulsare circa un pollice di fronte l'angolo della mascella; percorre una linea serpeggiante fino ad arrivare vicino all'angolo della bocca, l'angolo del naso e l'angolo interno dell'occhio; nella parte più grossa della sua linea, la sua vena sta ad una certa distanza dietro di essa. La ghiandola parotide sta tra il ramo della mascella e il processo mastoideo; anteriormente, questo si sovrappone al massetere per formare la "socia parotidis", e appena sotto questa, il suo dotto, il dotto di Stenone, corre in avanti per trapassare il muscolo buccinatore e aprirsi dentro la bocca opposto al secondo dente molare superiore. La linea di questo dotto può essere tracciata congiungendo il margine inferiore del tragus con un punto a mezza via tra il limite inferiore del naso e della bocca. Il settimo o facciale nervo emerge dal cranio al forame stilomastoidale appena di fronte alla radice del processo mastoideo; nella ghiandola parotide si forma una rete chiamata "pes anserinus", dopo il quale si divide in cinque rami (temporale, zigomatico, boccale, mandibolare e cervicale) che irradiano la faccia per fornire i muscoli di espressione.

## Medicina

### Chirurgia
La chirurgia estetica è spesso usata per alterare l'aspetto di elementi del viso, che possono essere quasi tutti cambiati nella loro forma.
La chirurgia ortognatica coordinata a terapie ortodontiche, ristabilisce il giusto rapporto tra le strutture dentali e mascellari a sostegno del viso.
La chirurgia odontoiatrica ripristina la corretta dimensione verticale del viso tramite terapie implanto-protesiche, in seguito al suo collasso occlusale dovuto alla perdita dei denti.

### Salute
La salute della pelle del viso passa attraverso la sua pulizia, che previene alcune patologie che la possono interessare.

### Malattie
- Eritema
- Orzaiolo
- Acne vulgaris